# Швейцар

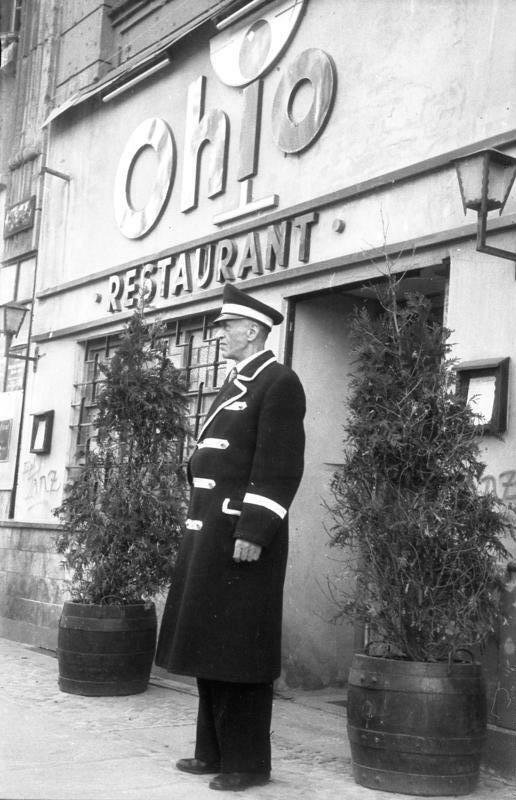
Швейцар біля входу в ресторан

Швейцар – людина, чиїм основним обов'язком є зустріч відвідувачів біля вхідних дверей.
Швейцари, як правило, працюють у дорогих ресторанах, готелях або бізнес-центрах.

## Етимологія
Запозичене в XVIII ст.  з німецької, ймовірно, через польську мову. нім. Schweizer (пол. szwajcar) спочатку мало значення «житель Швейцарії». У ті роки в Московію іммігрувало багато швейцарців. Вони здебільшого працювали слугами в готелях. Тому поступово термін «швейцар» з найменування етнічної приналежності став назвою професії.

## Історія
Історія професії сходить, принаймні, до часів Плавта за часів Римської республіки, де швейцарів називали iānitor (від лат. Ianua - двері).

## Професійні функції
У функції швейцара входить відкриття дверей для відвідувачів і перевірка відвідувачів і поставок. Також він може здійснювати й інші послуги, наприклад, він може допомогти відвідувачу донести багаж до ліфта чи машини, викликати таксі.

## Сучасний швейцар
У Нью-Йорку швейцари та ліфтери є членами профспілок.